# Euromunten

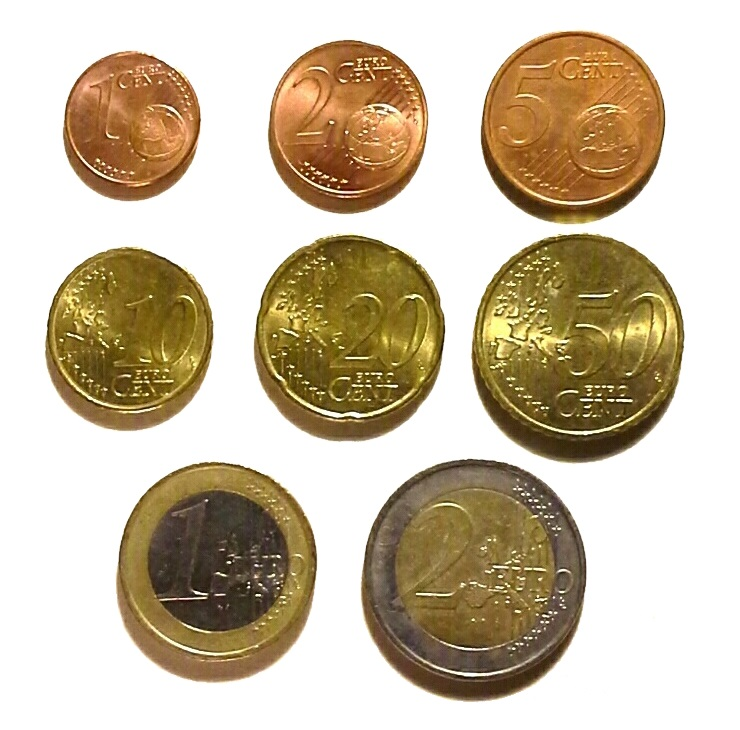
Set euromunten

Euromunten (en eurobankbiljetten) kwamen op 1 januari 2002 in twaalf van de, toen nog, vijftien EU-landen alsmede in de ministaatjes Monaco, San Marino en Vaticaanstad in omloop. Slovenië
volgde op 1 januari 2007, als eerste van de in 2004 nieuw toegetreden EU-landen. Cyprus en Malta volgden op 1 januari 2008, Slowakije op 1 januari 2009, Estland op 1 januari 2011, Letland en Andorra op 1 januari 2014, Litouwen op 1 januari 2015 en Kroatië op 1 januari 2023. De euro (EUR of €) is de officiële munteenheid binnen de eurozone.

## Voorgeschiedenis
Jaren vóór de werkelijke invoering van de euromunten in 2002, is reeds met het slaan van euromunten begonnen. België, Finland, Frankrijk, Nederland en Spanje hebben ervoor gekozen de munten het jaartal van muntslag te geven. Van deze landen bestaan dus ook euromunten met de jaartallen 1999, 2000 en 2001. In feite uit jaren vóór de daadwerkelijke invoering van de euro als betaalmiddel. De overige landen hebben alle munten die in de periode 1999-2001 geslagen zijn het jaartal 2002 gegeven.
De redenen van de gemaakte keuzes zijn niet bekend, maar zijn waarschijnlijk afhankelijk van landelijke tradities. De wel gehoorde stelling dat het in een koninkrijk niet wenselijk zou zijn om munten met een later jaartal te slaan, omdat de kans bestaat dat de monarch, wiens beeldenaar op de munten staat, overlijdt of troonsafstand doet, is onvoldoende verklaring. Enerzijds heeft het Groothertogdom Luxemburg de eerste euromunten uitsluitend het jaartal 2002 gegeven, anderzijds hebben de republieken Frankrijk en Finland wel de jaren 1999-2001 geslagen.
De voor de gewone circulatie bedoelde euromunten bestaan in acht nominale waarden. Daarnaast bestaat er een grote verscheidenheid, per land verschillend, aan nominale waarden voor gelegenheidsmunten.

## Vormgeving
Euromunten hebben een gemeenschappelijke zijde en een nationale zijde. De gemeenschappelijke zijde is in alle EU-landen identiek en toont de waarde van de desbetreffende munt, de zogenaamde munt-zijde. Het ontwerp van de gemeenschappelijke munt-zijde kent drie varianten, die samenvallen met de drie materiaal-varianten van de euromunten:
- de munten van 1, 2 en 5 cent.
- de munten van 10, 20 en 50 cent.
- de munten van 1 en 2 euro.

Ieder ontwerp laat een gestileerde kaart van de EU dan wel Europa zien. De 12 sterren van de EU maken deel uit van het ontwerp van alle munten.
Het ontwerp van de munten van 1, 2 en 5 cent symboliseert Europa's plaats in de wereld als geheel. De afbeelding op de munten van 10, 20 en 50 cent toont hoe de individuele EU-lidstaten samenkomen (inclusief die lidstaten die op dit moment nog geen deel uitmaken van de euro). De munten van 1 en 2 euro ten slotte beelden een Europa zonder grenzen af.

Alle varianten zijn door Luc Luycx, werkzaam bij de Koninklijke Munt van België, ontworpen.
Elk euroland mag zelf bepalen welke symbolen en tekst op de nationale zijde, de zogenaamde kop-zijde, van de euromunten geplaatst worden. Deze symbolen mogen echter niet jaarlijks herzien worden, doch uitsluitend gelijktijdig met een wisseling van de gemeenschappelijke zijde. Uitzondering op deze regel geldt voor de monarchieën en het Vaticaan, die mogen ook bij een troonswisseling de nationale zijde aanpassen. De nationale zijde dient om de overgang naar de euro, in emotioneel opzicht, te verzachten.

### Gemeenschappelijke muntzijde
Sinds 2007 laat de gemeenschappelijke zijde van de euromunten de kaart van heel Europa zien. Omdat de eurolanden zelf mochten bepalen of ze de nieuwe gemeenschappelijke zijde al in 2007 of eerst in 2008 invoerden, bestaan van het jaar 2007 zowel euromunten met het oorspronkelijke ontwerp als met het nieuwe ontwerp.

### Nationale zijde
Elk land uit de eurozone, dus ook Monaco, San Marino, Vaticaanstad en Andorra, heeft recht op een eigen ontwerp op de nationale zijde van de euro. Deze ontwerpen variëren van eenvoudigweg één enkele afbeelding van de monarch (België, Luxemburg, Nederland) tot een apart ontwerp voor iedere munt (Italië, Oostenrijk, San Marino, Slovenië). Meest gebruikelijk is een drie- of viertal verschillende ontwerpen. De 12 sterren van de EU zijn, verplicht, in alle ontwerpen van de nationale zijde terug te vinden.
De nationale ontwerpen zijn via onderstaande links te bekijken:
| Andorrese euromunten Belgische euromunten Bulgaarse euromunten Cypriotische euromunten Duitse euromunten Estische euromunten Finse euromunten Franse euromunten Griekse euromunten | Ierse euromunten Italiaanse euromunten Kroatische euromunten Letse euromunten Litouwse euromunten Luxemburgse euromunten Maltese euromunten Monegaskische euromunten | Nederlandse euromunten Oostenrijkse euromunten Portugese euromunten San Marinese euromunten Sloveense euromunten Slowaakse euromunten Spaanse euromunten Vaticaanse euromunten |

Inmiddels zijn er ook al eurolanden die aan hun tweede, derde of vierde (Finland) nationale zijde toe zijn. Wisseling van ontwerp vond tot nu toe alleen plaats wegens overlijden van een staatshoofd. Met ingang van 2007 is hier verandering in gekomen. Finland heeft het ontwerp marginaal aangepast (toevoeging van de afkorting´FI´) om te kunnen voldoen aan de verscherpte richtlijnen voor de nationale zijde. Ook België heeft in 2008 én in 2009 om dezelfde reden de nationale zijde aangepast.
De volgende wisselingen hebben plaatsgevonden of zijn reeds bekend:
2005
- Vaticaanstad, ter gelegenheid van de Sede Vacante, wegens overlijden van Paus Johannes Paulus II op 2 april 2005.

2006
- Monaco, vanwege de troonsbestijging door Albert II van Monaco, wegens overlijden van zijn vader, Prins Reinier III, op 6 april 2005.
- Vaticaanstad, vanwege de benoeming van Paus Benedictus XVI tot nieuwe paus.

2007
- Finland, om te kunnen voldoen aan de verscherpte richtlijnen voor de nationale zijde.

2008
- België, eveneens om te kunnen voldoen aan de verscherpte richtlijnen voor de nationale zijde.
- Finland, om te kunnen voldoen aan de verscherpte richtlijnen voor de nationale zijde. De plaats van het muntmerk is veranderd.
- Slovenië, Utrecht slaat nu de munten voor Slovenië.

2009
- Nogmaals België, omdat het land in 2008 niet alleen de munt aangepast heeft om aan de verscherpte richtlijnen te kunnen voldoen, maar ook het portret van koning Albert II helemaal hertekend heeft. Dit is normaal gezien uitsluitend toegestaan in geval van een machtswisseling. In 2009 zal op de munten dus het oude portret van koning Albert II hersteld zijn, terwijl alle overige wijzigingen die in 2008 werden doorgevoerd wel gehandhaafd blijven.

2010
- Spanje, om te kunnen voldoen aan de verscherpte richtlijnen voor de nationale zijde.

2011
- Finland, er is een nieuw muntmeesterteken.

2014
- Nederland, munten met het portret van koning Willem-Alexander.
- België, munten met het portret van koning Filip.
- Vaticaanstad, vanwege de benoeming van Paus Franciscus tot nieuwe paus.

2015
- Spanje, de munten van 1 en 2 euro tonen het portret van koning Felipe.

2017
- Vaticaanstad, de munten dragen niet meer de beeltenis van Paus Franciscus maar tonen het pauselijke wapen van Paus Franciscus.
- San Marino, alle munten dragen een andere beeltenis. Alle eurolanden hebben eenmaal per 15 jaar, uitgezonderd als het betreffende land van staatshoofd wisselt, het recht de beeltenis van haar euromunten te wijzigen. San Marino is hiermee het eerste land dat van dit recht gebruikmaakt.

2022
- Frankrijk, de munten van 1 en 2 euro tonen de eik, symbool van kracht en degelijkheid, en de olijfboom, symbool van vrede.

2024
- Frankrijk, de munten van 10, 20 en 50 cent tonen Simone Veil, Josephine Baker en Marie Curie.

## Beschrijving en samenstelling
| Waarde         | Diameter | Dikte   | Gewicht | Samenstelling                                                                        | Samenstelling                                                                        | Rand                                                  | Rand |
| -------------- | -------- | ------- | ------- | ------------------------------------------------------------------------------------ | ------------------------------------------------------------------------------------ | ----------------------------------------------------- | ---- |
| 1 cent € 0,01  | 16,25 mm | 1,67 mm | 2,30 g  | staal met een koperlaagje 94,35% staal 5,65% koper Massadichtheid: 6640,713638 kg/m³ | staal met een koperlaagje 94,35% staal 5,65% koper Massadichtheid: 6640,713638 kg/m³ | Glad                                                  |      |
| 2 cent € 0,02  | 18,75 mm | 1,67 mm | 3,06 g  | staal met een koperlaagje 94,35% staal 5,65% koper Massadichtheid: 6640,713638 kg/m³ | staal met een koperlaagje 94,35% staal 5,65% koper Massadichtheid: 6640,713638 kg/m³ | Glad met een enkele groef                             |      |
| 5 cent € 0,05  | 21,25 mm | 1,67 mm | 3,92 g  | staal met een koperlaagje 94,35% staal 5,65% koper Massadichtheid: 6640,713638 kg/m³ | staal met een koperlaagje 94,35% staal 5,65% koper Massadichtheid: 6640,713638 kg/m³ | Glad                                                  |      |
| 10 cent € 0,10 | 19,75 mm | 1,93 mm | 4,10 g  | koperlegering (Nordic gold) 89% koper 5% aluminium 5% zink 1% tin                    | koperlegering (Nordic gold) 89% koper 5% aluminium 5% zink 1% tin                    | Getand                                                |      |
| 20 cent € 0,20 | 22,25 mm | 2,14 mm | 5,74 g  | koperlegering (Nordic gold) 89% koper 5% aluminium 5% zink 1% tin                    | koperlegering (Nordic gold) 89% koper 5% aluminium 5% zink 1% tin                    | Glad met zeven inkepingen (Spaanse bloem)             |      |
| 50 cent € 0,50 | 24,25 mm | 2,38 mm | 7,80 g  | koperlegering (Nordic gold) 89% koper 5% aluminium 5% zink 1% tin                    | koperlegering (Nordic gold) 89% koper 5% aluminium 5% zink 1% tin                    | Getand                                                |      |
| 1 euro € 1,00  | 23,25 mm | 2,33 mm | 7,50 g  | ring: nikkel-messing 75% koper 20% zink 5% nikkel                                    | centrum: koper-nikkel legering 75% koper 25% nikkel                                  | Zes afwisselende segmenten, drie glad, drie gekarteld |      |
| 2 euro € 2,00  | 25,75 mm | 2,20 mm | 8,50 g  | als 1 euro, maar omgekeerd                                                           | als 1 euro, maar omgekeerd                                                           | Fijne kartel met randschrift.                         |      |

De munten van 1, 2 en 5 cent en die van 1 en 2 euro worden aangetrokken door een magneet (doordat staal en nikkel ferromagnetisch zijn).

## Bijnamen
Voor de invoering van de euro hadden de Nederlandse munten bijnamen. Sinds de invoering van de euro is het gebruik van deze namen grotendeels verdwenen. In Nederland wordt de munt van 5 cent soms stuiver genoemd en die van 10 cent dubbeltje. De munt van 20 cent wordt onder de muntmakers van de Koninklijke Nederlandse Munt een klavertje genoemd.

## Eurodiffusie
Eurodiffusie was een project om te kijken uit welke landen de munten komen die de Europeanen in hun portemonnee hebben. Op de site werd elke maand een grootmaandelijkse meting gepubliceerd, evenals een wekelijkse meting. De gedetailleerde gegevens waren terug te vinden op de website. De website is op 1 maart 2015 gesloten.
 
In Nederland was de verdeling over de volledige voorgaande jaren als volgt:
|              | 2013    | 2012    | 2011    | 2010    | 2009    | 2008    | 2007    | 2006    | 2005    | 2004    | 2003    | 2002    |
| ------------ | ------- | ------- | ------- | ------- | ------- | ------- | ------- | ------- | ------- | ------- | ------- | ------- |
| Nederland    | 19,268% | 21,046% | 26,237% | 27,757% | 32,146% | 36,217% | 40,530% | 41,882% | 48,379% | 59,639% | 69,976% | 81,655% |
| Duitsland    | 27,922% | 27,727% | 25,984% | 26,765% | 24,534% | 23,887% | 21,667% | 21,477% | 19,007% | 15,230% | 10,768% | 5,860%  |
| België       | 13,742% | 14,295% | 14,052% | 14,372% | 14,417% | 13,569% | 13,807% | 14,301% | 13,419% | 11,087% | 8,985%  | 4,979%  |
| Frankrijk    | 11,317% | 10,862% | 10,056% | 10,135% | 9,614%  | 9,087%  | 8,726%  | 8,971%  | 7,890%  | 6,165%  | 4,623%  | 2,905%  |
| Spanje       | 8,228%  | 7,764%  | 7,384%  | 6,905%  | 6,429%  | 5,960%  | 5,557%  | 4,992%  | 3,921%  | 3,063%  | 2,097%  | 1,345%  |
| Italië       | 6,381%  | 5,875%  | 5,727%  | 5,062%  | 4,678%  | 4,632%  | 3,376%  | 3,129%  | 2,662%  | 1,847%  | 1,288%  | 1,003%  |
| Oostenrijk   | 3,366%  | 3,127%  | 2,927%  | 2,661%  | 2,579%  | 2,203%  | 1,849%  | 1,779%  | 1,668%  | 1,066%  | 0,783%  | 0,856%  |
| Finland      | 3,189%  | 2,652%  | 1,671%  | 1,363%  | 0,585%  | 0,394%  | 0,372%  | 0,376%  | 0,244%  | 0,232%  | 0,119%  | 0,189%  |
| Ierland      | 1,641%  | 1,244%  | 1,330%  | 1,277%  | 1,620%  | 1,109%  | 1,257%  | 0,789%  | 0,767%  | 0,418%  | 0,315%  | 0,347%  |
| Portugal     | 1,464%  | 1,354%  | 1,230%  | 0,908%  | 0,813%  | 0,824%  | 0,722%  | 0,766%  | 0,619%  | 0,351%  | 0,253%  | 0,239%  |
| Griekenland  | 1,396%  | 1,379%  | 1,380%  | 1.088%  | 1,111%  | 0,880%  | 1,195%  | 0,808%  | 0,719%  | 0,490%  | 0,507%  | 0,343%  |
| Luxemburg    | 1,190%  | 1,302%  | 1,073%  | 0,974%  | 1,111%  | 0,812%  | 0,876%  | 0,728%  | 0,699%  | 0,407%  | 0,281%  | 0,264%  |
| Cyprus       | 0,264%  | 0,244%  | 0,506%  | 0,368%  | 0,065%  | 0,212%  |         |         |         |         |         |         |
| Malta        | 0,208%  | 0,485%  | 0,128%  | 0,118%  | 0,094%  | 0,122%  |         |         |         |         |         |         |
| Slovenië     | 0,196%  | 0,312%  | 0,157%  | 0,118%  | 0,136%  | 0,090%  | 0,061%  |         |         |         |         |         |
| Slowakije    | 0,168%  | 0,135%  | 0,137%  | 0,125%  | 0,057%  |         |         |         |         |         |         |         |
| Estland      | 0,047%  | 0,187%  | 0,022%  |         |         |         |         |         |         |         |         |         |
| Monaco       | 0,006%  | 0,002%  | 0,002%  | 0,004%  | 0,005%  | 0,001%  | 0,003%  | 0,001%  | 0,001%  | 0,006%  | 0,004%  | 0,004%  |
| Vaticaanstad | 0,006%  | 0,000%  | 0,002%  | 0,000%  | 0,005%  | 0,000%  | 0,001%  | 0,000%  | 0,001%  | 0,000%  | 0,001%  | 0,007%  |
| San Marino   | 0,000%  | 0,008%  | 0,002%  | 0,000%  | 0,000%  | 0,001%  | 0,001%  | 0,001%  | 0,004%  | 0,000%  | 0,000%  | 0,004%  |

Vanaf september 2011 hadden Nederlanders meer Duitse dan Nederlandse munten in hun portemonnee.

## Euro-herdenkingsmunten
Er zijn twee soorten herdenkingsmunten in de landen die de euro gebruiken.
- Herdenkingsmunten van € 2

De eerste soort munt kan overal gebruikt worden en heeft een waarde van 2 euro. Er is weinig onderscheid met de reguliere munten van 2 euro, behalve de nationale zijde waar in een desbetreffend jaar een speciaal thema op afgebeeld wordt.
- Herdenkingsmunten met een afwijkende waarde

Buiten de herdenkingsmunten van € 2 zijn er ook al talloze munten geslagen die alleen nationaal te gebruiken zijn en waardes vertegenwoordigen als € 5, € 10, € 20, € 25, € 50, € 100 etc. Deze dienen aan de volgende voorwaarden te voldoen;
- De waarde mag niet een van de reguliere waardes zijn.
- De afbeeldingen moeten van de reguliere munten zowel voor- en achterzijde te onderscheiden zijn.
- De kleur, diameter en dikte moeten op minstens 2 punten afwijkend zijn.
- De rand en het randschrift moeten afwijken van de reguliere waardes.